# Сріблодзьоб великий
Сріблодзьо́б великий (Spermestes fringilloides) — вид горобцеподібних птахів родини астрильдових (Estrildidae). Мешкає в Африці на південь від Сахари.

## Опис

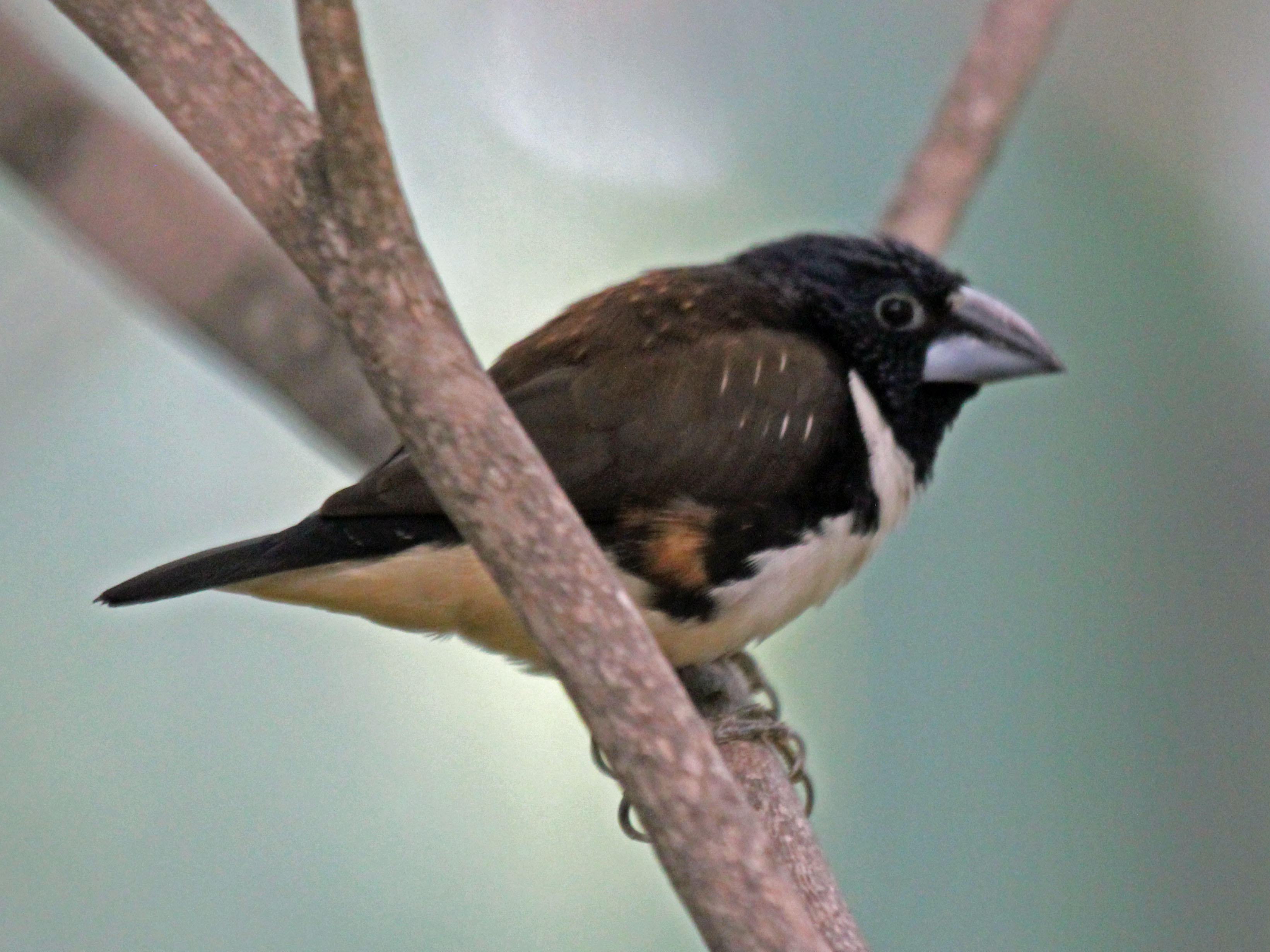
Великий сріблодзьоб

Довжина птаха становить 11,5-14 см, розмах крил 13 см. Довжина крила становить 58-64 мм, хвоста 3-40 мм, дзьоба 15-16 мм. Голова, горло, шия, надхвістя і хвіст чорні з синьо-зеленим відблиском, спина і крила світліші, бурувато-оливкові. Нижня частина тіла білувата, нижня частина живота має охристий відтінок. Очі темно-карі. Дзьоб міцний, конічної форми, зверху чорнувато-сизий, знизу світло-сизувато-сірий з чорнуватим кінчиком. Лапи сизувато-сірі або чорнуваті. Виду не притаманний статевий диморфізм. У молодих птахів верхня частина тіла темно-бура, верхні покривні пера і хвіст бурувато-чорні.

## Поширення і екологія
Великі сріблодзьоби широко поширені в Субсахарській Африці, від Сенегалу і Гамбії на схід до Ефіопії і на південь до сходу Південно-Африканської Республіки, однак їх ареал дуже фрагментований. Вони живуть на узліссях вологих тропічних лісів, вторинних і галерейних лісів, в бамбукових і чагарникових заростях на берегах водойм та на полях. Зустрічаються зграйками, які зазвичай нараховують близько 10 птахів, іноді приєднуються до змішаних зграй птахів разом з чорноволими і строкатими сріблодзьобами. Порівняно з іншими сріблодзьобами, великі сріблодзьоби ведуть менш наземний спосіб життя. Більшу частину дня вони проводять в заростях чагарників і трав, де шукають їжу, а ніч проводять у великих колективних гніздах, які розміщуються серед очерету.
Основою раціону великих сріблодзьобів є насіння трав і бамбуків. Також вони доповнюють свій раціон ягодами, плодами, бруньками і літаючими комахами. В Центральній Африці великі сріблодзьоби розмножуються протягом всього року, а на решті ареалу гніздування у них припадає на завершення сезону дощів. Гніздо кулеподібне з бічним входом, робиться парою птахів з переплетених стебел трави гілочок та інших рослинних волокон, розміщується на дереві на узліссі або в бамбукових заростях, на висоті 3-6 м над землею. В кладці від 3 до 8 білих яєць, інкубаційний період триває 13 днів. Насиджують яйця і доглядають за пташенятами і самиці, і самці. Пташенята покидають гніздо через 3 тижні після вилуплення, однак батьки продовжують піклуватися про них ще приблизно 3 тижні.